# NGC 6536
NGC 6536 este o galaxie situată în constelația Dragonul. A fost descoperită în 18 august 1884 de către Edward D. Swift⁠(d).